# Anna Timiryova

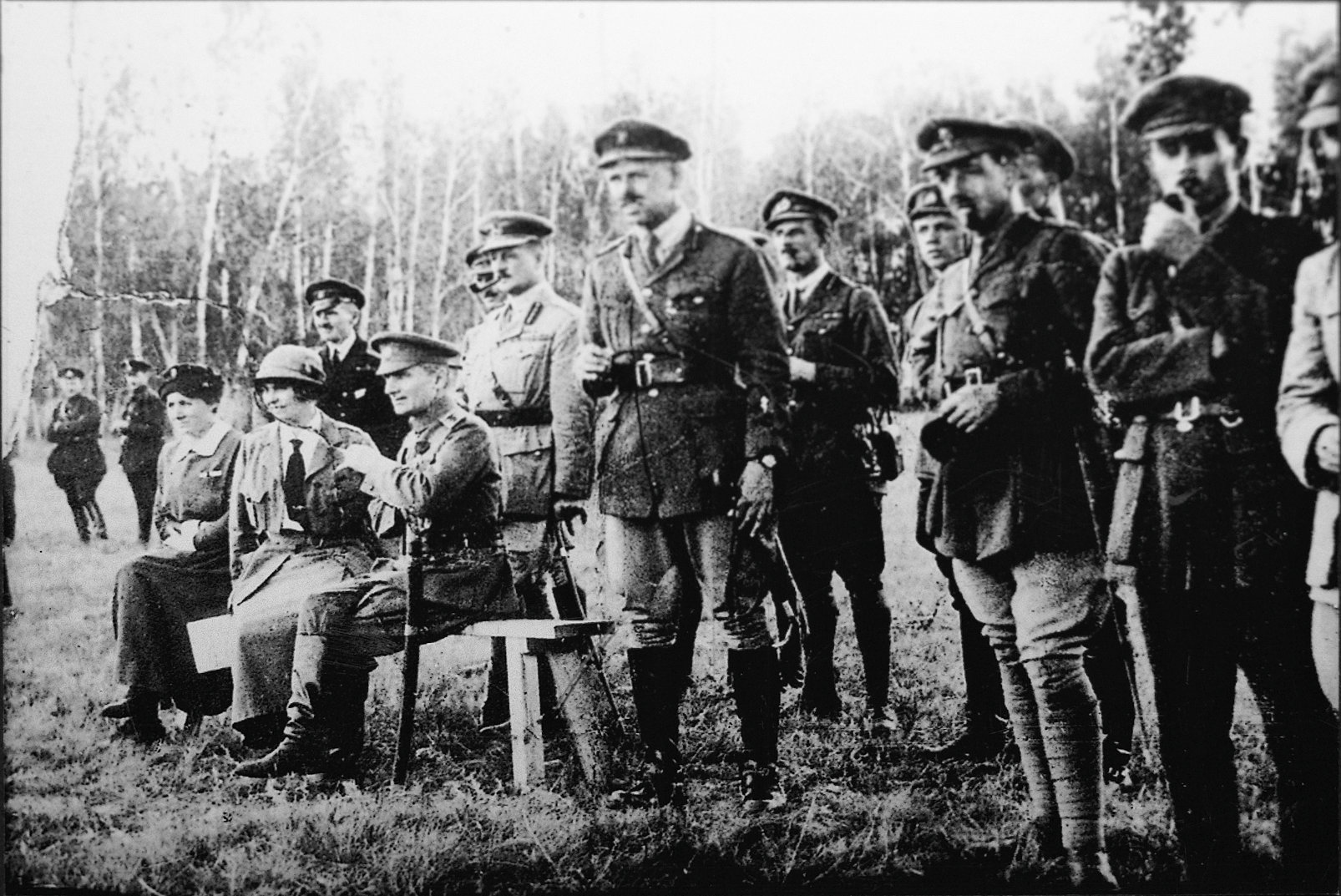
Anna Timiryova y el almirante Kolchak (sentados) observando ejercicios militares en 1919.

Anna Vasilyevna Timiryova (en ruso: Анна Васильевна Тимирёва; née Anna Safonova; Kislovodsk, Imperio ruso, 18 de julio de 1893-Moscú, Unión Soviética, 31 de enero de 1975) fue una poetisa rusa. A los 19 años se casó con el almirante Sergey Nikolayevich Timiryov, con quien pronto tuvo un hijo, pero de quien se divorció en 1918 para unirse a Aleksandr Kolchak. Tras la ejecución de Kolchak en 1920, fue detenida en varias ocasiones y cumplió varias condenas de prisión y en campos de trabajo.

## Infancia
Anna Vasilyevna Safonova nació en el seno de la familia del músico y más tarde director del Conservatorio de Música de Moscú, Vasili Ilich Safonov. Kislovodsk es una ciudad balneario de la región de Stávropol, al norte del Cáucaso, casualmente, el lugar de nacimiento de otro crítico del comunismo, Aleksandr Solzhenitsyn. A finales del siglo XIX y principios del XX, Kislovodsk acogió a muchos artistas, músicos y miembros de la nobleza rusa.

## Romance
En 1906, la familia Safonov se trasladó a San Petersburgo, donde Anna estudió y se graduó en la escuela de la princesa Anna Obolensky, aprendió dibujo y pintura con Zeidenberg, y también llegó a dominar el francés y el alemán. En 1911 se casó con un oficial de la marina, Sergey Timiryov (Сергей Тимирев). En 1914 tuvo un hijo llamado Vladimir.

## Amorío
En 1915 le presentaron al contralmirante Aleksandr Kolchak. A pesar de que Kolchak era el mejor amigo y comandante de su marido, y tenía su propia familia, comenzaron una aventura. En 1917, Timiryova dejó a su marido por Kolchak.

## Guerra civil rusa
Entre los años 1918 y 1919, Timiryova trabajó como traductora para el Departamento de Servicios Comerciales del Consejo de Ministros, un organismo del gobierno anticomunista de Kolchak en Siberia.
Después de que Kolchak fuera entregado a los bolcheviques, Timiryova se acercó a ellos y declaró: «Arréstenme. No puedo vivir sin él». Como consecuencia, fue encarcelada en Irkutsk, pero fue puesta en libertad tras la ejecución de Kolchak en febrero de 1920. Sin embargo, esto fue sólo el principio de una larga cadena de detenciones, condenas a prisión y a campos de trabajo, y años de exilio interno.

## Archipiélago Gulag
Tras la muerte de Kolchak, Timiryova fue puesta en libertad como parte de una amnistía. Sin embargo, en junio de 1920 fue detenida de nuevo y enviada a un campo de trabajos forzados en Omsk. Tras salir del campo, Timiryova pidió permiso a las autoridades locales para reunirse con su primer marido en Harbin. Su petición fue denegada y, en su lugar, fue condenada a un año más de prisión. El tercer encarcelamiento se produjo en 1922 y el cuarto, en 1925. Los cargos oficiales eran «acusada de conexiones indeseables con extranjeros y antiguos oficiales blancos». Fue condenada a tres años más de prisión.
Tras ser liberada, Timiryova se casó con el ingeniero ferroviario Vladimir Kniper. En la primavera de 1935 fue detenida de nuevo por «ocultación del pasado» y enviada de nuevo a un campo de trabajo. Más tarde, esta condena se cambió por el exilio en Vyshny Volochek y Maloyaroslavets. Allí se ganó la vida cosiendo, tejiendo y barriendo las calles. En 1938 fue detenida por una sexta vez.
No fue liberada hasta el final de la Segunda Guerra Mundial. Ya no le quedaban familiares cercanos: su hijo de 24 años, el artista Vladimir Timirev, había sido fusilado el 17 de mayo de 1938, y su marido, Vladimir Kniper, murió de un infarto en 1942. Como seguía sin poder vivir en Moscú, se trasladó a Scherbakov (actual Rybinsk), en el óblast de Yaroslavskaya, donde le ofrecieron el puesto de gerente de propiedad en un teatro local.
Al mismo tiempo que Timiryova vivía en Rybinsk, la sobrina del almirante Kolchak, Olga, también vivía allí. Timiryova intentó varias veces reunirse con Olga, pero ésta se negó. Según un testimonio, no quería reunirse con la mujer que «destruyó la familia de su tío». Según otro, Olga tenía miedo de la policía secreta.
A finales de 1949, Timiryova fue encarcelada por séptima vez, esta vez durante nueve meses en Yaroslavl, y como convicta deportada fue enviada a Yeniseisk. Se dice que Timiryova fue denunciada por sus compañeros de trabajo, los actores del teatro dramático, que supuestamente la acusaron de difundir propaganda antisoviética.

## «Deshielo de Jruschov»
Tras ser liberada, Timiryova regresó al teatro de Rybinsk. Tenía más de 70 años, pero siguió trabajando.
Timiryova podía dedicarse a cualquier cosa. De joven dibujaba y pintaba en su estudio privado, y durante su exilio trabajó como profesora de pintura de juguetes y diseñadora gráfica.
Hacía marcos dorados bellamente tallados con papeles impregnados de pasta y cubiertos de oro de pintor que daban una apariencia de ser de verdad. Según veteranos del teatro, Timiryova hizo un enorme jarrón brillante para una obra de teatro con alambre y trozos de latas. A menudo, durante las interpretaciones, Timiryova se sentaba entre el público para observar cómo se veía todo en el escenario.
A veces incluso participó en representaciones, interpretando papeles menores, como el de la princesa Myagkaya en Anna Karenina. En sus cartas a sus seres queridos confesaba: «No me gusta el escenario y me aburro en la sala de maquillaje. Me siento como una gerente de propiedad, no como una actriz, pero me parece que no estoy fuera de escena (no hace honor al estilo interpretativo) Por favor, tráiganme una caja de maquillaje, no la encuentro aquí y no me gusta suplicar que me la traigan».
Era una señora mayor pulcra y educada, de pelo corto y canoso. Nadie en el teatro conocía sobre su vida personal, pero para sorpresa de los demás, cada vez que el directorveía a Timiryova, un hombre respetable de noble cuna, le besaba la mano.
En 1954 le escribió al primer ministro Georgy Malenkov:

Tengo 65 años y estoy en el exilio. Todo lo que ocurrió hace 35 años ha pasado a la historia. No tengo ni idea de quién y por qué quiere que los últimos días de mi vida transcurran en condiciones tan insoportables. Le pido que le ponga fin, que acabe con ello y me deje respirar y vivir el tiempo que me queda». Timiryova no fue rehabilitada hasta 1960, cuando le concedieron una pequeña habitación en un piso comunal de la calle Pluschikha de Moscú.

Tras largos esfuerzos, los músicos Dmitri Shostakóvich y David Óistraj consiguieron una pequeña pensión para ella, 45 rublos, gracias a los servicios de su padre como compositor. Timiryova apareció en una escena multitudinaria de «La mano de diamante», de Gaidai, interpretando el papel de presidente, y en la película «Guerra y paz», de Sergei Bondarchuk, interpretando el papel de noble anciana en el primer baile de Natasha Rostova. Murió en Moscú el 31 de enero de 1975.

## Poesía
En los años que siguieron a la ejecución de su amante, Timiryova compuso numerosos poemas dedicados a su memoria.

## Vida personal
Su padre fue el compositor Vasili Ilich Safónov. En 1923 se casó con Vsevolod Kniper, un ingeniero ferroviario. Fue madre del pintor Vladimir Sergeyevich Timiryov.

## En la cultura popular
Timiryova fue representada en la pantalla por Veronica Izotova en la miniserie de 1993 El caballo blanco y por Yelizaveta Boiárskaia en la película de 2008 Almirante.

Recordó Veronica Izotova:
Me maquillé de rojo con un ladrillo. Tenía la cara sucia, los ojos tristes, la ropa rota... Quería interpretar a la Reina de las Nieves. Siempre fui más expresiva y más sensible que el promedio de mis compatriotas.
Elizaveta Boyarskaya comentó:
Era una mujer de tal fuerza, de tal voluntad, con tal magnanimidad... Siento un parecido asombroso con ella... Cuando leí el guión, hasta me asusté un poco: porque ella tiene la misma visión de la historia que yo. A lo único que puede llegar es a mí. Y cuando interpreté a Anna, no interpreté, fui ella. Era mi época, mi actitud respecto al amor.
Tras ser preguntada por Doctor Zhivago, dijo,
Lo único que comparten estas dos películas consiste en el amor que pueden llevar las mujeres rusas; es un tema abordado por muchas novelas. Aman hasta la última gota de sangre, hasta el final más espantoso, hasta la muerte; son capaces de dejar familia e hijos por amor al hombre que han elegido.

## Música
La principal canción original de la película Almirante se llama Anna, interpretada por la cantante rusa Viktoria Dayneko. La música de la canción fue compuesta por Igor Matvienko y la letra fue escrita por Timiryova en memoria de su amante, el almirante Kolchak.